# O Pátio das Cantigas (2015)
O Pátio das Cantigas é um filme português e minissérie do género comédia, realizado e produzido por Leonel Vieira e escrito por Pedro Varela. Esta obra é uma refilmagem e adaptação do filme homónimo de 1942 realizado por Ribeirinho. Estreou-se nos cinemas em Portugal a 30 de julho, em Angola a 31 de julho, e em Moçambique a 25 de setembro de 2015. Na Rádio e Televisão de Portugal, a versão minissérie estreou a 25 de dezembro de 2015.
O Pátio das Cantigas é o primeiro filme/minissérie da trilogia produzida por Leonel Vieira intitulada Novos Clássicos, seguido por O Leão da Estrela (2015) e A Canção de Lisboa (2016).

## Elenco e personagens
- Miguel Guilherme como Evaristo
- Sara Matos como Amália
- César Mourão como Narciso
- Dânia Neto como Rosa
- Rui Unas como Carlos
- Manuel Marques como Rufino
- Anabela Moreira como Susana
- Cristóvão Campos como Alfredo
- Aldo Lima como João Magrinho
- José Pedro Vasconcelos como Joca
- Adriane Garcia como Paola
- Bruna Quintas como Celeste
- Joaquim Nicolau como inspetor Machado
- Manuel Cavaco como Heitor
- Oceana Basílio como Maria da Graça
- Kundan Narendra como Pai Shanta
- Pragna Gokal como mãe Shanta
- Rafael Paes como Luisinho

### Aparições especiais
- Herman José como ele próprio
- Vanessa Oliveira como ela própria

## Produção
Realizado por Leonel Vieira (Zona J, A Selva, Arte de Roubar, Um Tiro no Escuro), esta versão é uma refilmagem do filme homónimo da época de ouro do cinema português, que foi realizado por Ribeirinho em 1942, e o primeiro da trilogia Novos Clássicos, que conta com os filmes O Leão da Estrela, também realizado por Vieira, e A Canção de Lisboa de Pedro Varela.
A nova versão de O Pátio das Cantigas contou com as participações especiais dos apresentadores do talk show Há Tarde, Herman José e Vanessa Oliveira.
O presidente do conselho de administração da RTP, Gonçalo Reis, revelou que uma minissérie da refilmagem de O Pátio das Cantigas, seria exibida no canal, antes da transmissão do filme, cujo formato incluiu cenas inéditas que foram gravadas, mas não incluídas no filme.

## Minissérie
O filme foi dividido em três episódios de uma minissérie que viria a estrear na sexta-feira de 25 de dezembro de 2015 a partir das nove horas e quinze minutos da noite. Todos os episódios foram transmitidos na RTP1, nesse mesmo dia.

### Episódios
| Episódios | Transmissão original   | Transmissão original   | Dia da semana | Audiências                                      |
| Episódios | Estreia de temporada   | Final de temporada     | Dia da semana | Audiências                                      |
| --------- | ---------------------- | ---------------------- | ------------- | ----------------------------------------------- |
| 3         | 25 de dezembro de 2015 | 25 de dezembro de 2015 | Sexta-feira   | 9,1% (rating) 21% (share) 864 500 (espetadores) |

## Recepção

### Audiências
Esta longa-metragem foi a produção nacional mais vista com 607 776 espetadores, superando a do filme O Crime do Padre Amaro que em 2005, teve 380 671 espetadores e uma receita bruta de 1 643 842,88 euros.
A sua transmissão na RTP1 encontrou uma alta audiência. Os três episódios de O Pátio das Cantigas: A Série foram o oitavo programa mais visto do dia, com 9,1% de rating, 21,0% share e 864 500 espetadores.

### Crítica
| Críticas profissionais | Críticas profissionais |
| Avaliações da crítica  | Avaliações da crítica  |
| Fonte                  | Avaliação              |
| ---------------------- | ---------------------- |
| Público                | 1 de 5 estrelas.       |
| Observador             | desfavorável           |

No seio da crítica portuguesa, as opiniões relativamente a O Pátio das Cantigas foram consistentemente desfavoráveis.
Luís Miguel Oliveira do Público é muito crítico do «product placement a rodos» no filme e de como a trama «se revela incapaz de lidar com tanta coisa, tanta personagem, tanto novelo na intriga». Quanto aos atores: «Salvam-se Anabela Moreira e Rui Unas, e sobretudo Miguel Guilherme, o único actor que é possível imaginar a imitar António Silva e não se sair mal. Mas nem ele impede o desastre».
Eurico de Barros do Observador também apresenta um ponto de vista desfavorável do filme quando o compara com a obra original: «O novo “Pátio das Cantigas” faz figura de contrafação grosseira, de moeda má face à moeda boa. Se se tratasse de televisão, seria como comparar “Os Batanetes” com o “Monty Python's Flying Circus”». Conclui que «o filme tem ar de televisão maquilhada para se assemelhar a cinema».

## Comercialização

### DVD
O filme foi lançado em DVD a 18 de novembro de 2015.
| Especificações | Conteúdos extra | Data de lançamento             |
| --- | --- | ------------------------------ |
| - 1 disco - Vídeo: Widescreen 2.35:1 / Anamórfico 16:9 - Áudio: Português, Dolby Digital 5.1 - Legendas: Inglês, francês | - Mensagem dos atores (01:16) - Making-of (37') - Trailers “O Pátio das Cantigas” - Trailer 1 : 02’ 27’’ - Trailer 2 : 01’ 52’’ - Trailer 3 : 01’ 31’’ - Trailers “O Leão da Estrela” - Trailer 1 : 02’ 02’’ - Trailer 2 : 01’ 44’’ - Trailer 3 : 02’ 02’’ | Zona 2: 18 de novembro de 2015 |

## Reconhecimentos
| Ano  | Prémios            | Categorias                   | Destinatários e nomeados | Resultado | Referências   |
| ---- | ------------------ | ---------------------------- | ------------------------ | --------- | ------------- |
| 2015 | 2.º Prémios Áquila | Melhor ator principal        | Miguel Guilherme         | Venceu    | [ 17 ] [ 18 ] |
| 2015 | 2.º Prémios Áquila | Melhor ator secundário       | José Pedro Vasconcelos   | Venceu    | [ 17 ] [ 18 ] |
| 2015 | 2.º Prémios Áquila | Melhor atriz secundária      | Anabela Moreira          | Indicado  | [ 17 ] [ 18 ] |
| 2016 | 4.º Prémios Sophia | Melhor direção artística     | Rui Alves                | Indicado  | [ 19 ]        |
| 2016 | 4.º Prémios Sophia | Melhor banda sonora original | Nuno Malo                | Indicado  | [ 19 ]        |